# Габріела Агундес
Габріела Агундес (ісп. Gabriela Agúndez, нар. 4 серпня 2000) — мексиканська стрибунка у воду, бронзова призерка Олімпійських ігор 2020 року.

## Виступи на Олімпіадах
| Олімпіада  | Дисципліна                 | Місце |
| ---------- | -------------------------- | ----- |
| Токіо 2020 | синхронна вишка, 10 метрів | 3     |